# Radiometria
A radiometria az elektromágneses hullámok sugárzásainak egyik méréstechnikája és alkalmazása.
Ha a sugárzás teljes sugárzási energiája szerint értékelő mennyiségeket vizsgáljuk, akkor radiometriai mennyiségekről beszélünk, ha azonban a CIE szabványos fénymérő észlelő szerint értékelő mennyiségeket vizsgáljuk, akkor fotometriai mennyiségekről beszélünk.

## Radiometriai mértékegységek
- Sugárzott energia

Jelölése: {\displaystyle W_{e}}
Mértékegysége: Joule (Ws)
- Sugárzási teljesítmény

Ha valamely sugárzási nyaláb metszetén dt idő alatt d{\displaystyle W_{e}} sugárzási energia áramlik át, akkor a
{\displaystyle \phi _{e}={\frac {dW_{e}}{dt}}} sugárzási teljesítményt tudjuk definiálni.
Jelölése: {\displaystyle \phi _{e}}
Mértékegysége: Watt
- Besugárzott teljesítmény

A besugárzott teljesítmény a felület egy adott pontján az oda beeső {\displaystyle \,d\phi _{e}} sugárzási teljesítmény és a felületelem dS területének a hányadosa:
{\displaystyle E_{e}={\frac {\,d\phi _{e}}{dS}}}
Jelölése: {\displaystyle E_{e}}
Mértékegysége: {\displaystyle {\frac {W}{m^{2}}}}
- Sugárerősség

A sugárerősség a sugárforrást elhagyó, az adott irányt tartalmazó térszögben terjedő sugárzott teljesítmény hányadosa.
Jelölése: {\displaystyle I_{e}}
Mértékegysége: W/sr
ahol sr= szteradián
- Sugársűrűség

A sugársűrűség az adott irányban az {\displaystyle I_{e}} sugárerősségnek és a dS felületelem látszólagos nagyságának a hányadosa.
Jelölése: {\displaystyle L_{e}}
Mértékegysége: {\displaystyle {\frac {W}{m^{2}\,sr}}}
- Spektrális sugárzás

Jelölése: {\displaystyle L_{v}}
Mértékegysége: W {\displaystyle sr^{-1}} {\displaystyle m^{-2}} {\displaystyle nm^{-1}}

## Radiometriai alkalmazások
- Csillagászat
- Rádiócsillagászat
- Műholdas földmegfigyelés
- Spektroradiometria
- Levegővizsgálatok
- Vízvizsgálatok
- Talaj és növényvizsgálatok
- Felületi szennyezettség mérése